# Pilot Pen Tennis 2007
Pilot Pen Tennis 2007 - тенісний турнір, що проходив у Cullman-Heyman Tennis Center у Нью-Гейвені (США). Це був 39-й за ліком Connecticut Open. Тривав з 17 до 25 серпня 2007 року.
Джеймс Блейк здобув свій другий титул за сезон і 10-й - за кар'єру. Світлана Кузнецова здобула свій перший титул за сезон і 9-й - за кар'єру.

## Переможниці та фіналістки

### Одиночний розряд, чоловіки
Джеймс Блейк —  Марді Фіш 7–5, 6–4

### Одиночний розряд, жінки
Світлана Кузнецова —  Агнеш Савай, 4–6, 3–0 знялася

### Парний розряд, чоловіки
Магеш Бгупаті /  Ненад Зімоньїч —  Маріуш Фирстенберг /  Марцін Матковський, 6–3, 6–3

### Парний розряд, жінки
Саня Мірза /  Мара Сантанджело —  Кара Блек /  Лізель Губер 6–1, 6–2